# كين ميلفيل
كين ميلفيل (بالإنجليزية: Ken Melville)‏ هو لاعب كرة قدم أسترالية أسترالي، ولد في 11 فبراير 1931.

## وصلات خارجية
- كين ميلفيل على موقع AustralianFootball.com (الإنجليزية)
- كين ميلفيل على موقع AFLtables.com (الإنجليزية)